# Grupo Acaba
Grupo Acaba é um grupo de música regional de raiz de Mato Grosso do Sul, fundado em 1969 no Pantanal com o objetivo de pesquisar, desenvolver e divulgar o folclore do antigo Estado de Mato Grosso e atual Mato Grosso do Sul. O Pantanal e o homem pantaneiro são o tema de sua música. Em suas letras, as composições do Grupo Acaba, coletiva e individualmente, descrevem homem, a fauna e a flora, e em nossas canções, a alegria das cores e as dores da raça pantaneira, conforme eles mesmos dizem.
Com uma sólida carreira com mais de trinta anos de atividades artísticas, apesar de se constituir num trabalho pioneiro no campo da pesquisa, vivência e observação das manifestações culturais e folclóricas da região pantaneira, o grupo sempre coloca em debate a defesa de uma cultura, de um meio ambiente e de uma raça.

## Integrantes
A banda atua semiprofissionalmente desde a sua criação e é integrada por profissionais liberais e empresários. Eis o rol de integrantes da banda:
- Adriano Praça de Almeida, professor – flauta, sax, voz e efeitos.
- Vandir Nunes Barreto, contador – compositor, violão, craviola e voz.
- José Charbel Filho, engenheiro e empresário – compositor, violão, viola e voz.
- Eduardo Lincoln Gouveia, publicitário – bateria, voz e efeitos.
- Francisco Saturnino Lacerda Filho, publicitário e empresário – compositor, percussão e voz.
- Moacir Saturnino de Lacerda, engenheiro e professor – compositor, percussão e voz.
- Jairo Henrique de Almeida Lara, agrônomo – compositor, violão e voz.
- Alaor Pereira de Oliveira, pecuarista – compositor, violão e voz.
- Antonio Luiz Porfírio, comerciante – compositor, baixo acústico e voz.

## Principais atividades
- 1979/2000 – O Grupo Acaba adota uma postura ativista em defesa da preservação do Pantanal e do homem pantaneiro. A partir daí passa a denunciar, durantes seus concertos, as atrocidades praticadas aos índios e comunidades de minorias, principalmente indígenas. Paralelamente, continua participante ativo dos movimentos musicais de Mato Grosso do Sul.
- 1989 – Participa no Projeto Pixingão, no Rio de Janeiro, evento promovido pela Funarte. Realiza cinco apresentações do show “Garapa, Rapadura e Melado" na Sala Sidney Miller, com grande participação do público.
- 1990 – Participa do Primeiro Canto das Águas do Mel, em Irai, Rio Grande do Sul, obtendo menção honrosa da Associação dos Pesquisadores da MPB com a composição “Arrebento de um Príncipe”. Participa uma vez mais do Projeto Pixingão, promovido pela Funarte no Rio de Janeiro.
- 1992 – Participa do Festival ECO-MS com a composição “Rancho do Jaú”, com a qual obtém o prêmio de Melhor Intérprete, garantido a participação na programação na II Conferência Mundial para o Meio Ambiente e Desenvolvimento (Eco-92). Por causa do prêmio, o grupo foi eleito representante do Estado de Mato Grosso do Sul na Eco-92, oportunidade em que apresentou no Fórum Global a arte e a cultura musical do Pantanal Mato-Grossense.
- 1997 – Elaboração e produção do Projeto Mapeamento Musical de Mato Grosso do Sul, que resultou na realização de uma caixa com três cds, lançada sob o título geral de “Mato Grosso do Som, contendo todos os gêneros musicais praticados na região, inclusive de origem indígena.
- 2000 – Desde aquele ano, o Grupo Acaba e a Orquestra de Câmara do Pantanal, mantida pela Universidade Federal de Mato Grosso do Sul (UFMS), sob a regência do maestro João Guilherme Ripper, criaram o concerto “Sinfonia Pantaneira”, espetáculo que conta a história da raça pantaneira e do meio ambiente da região pantaneira. Participação no Festival de Inverno de Bonito. Participação no Projeto Pantanal 2000, no Programa Bolsa-Escola. Participação no Projeto Ciranda Pantaneira, em creches do Estado. Participação da finalíssima da escolha do samba-enredo da Escola de Samba Salgueiro, no Rio de Janeiro —naquele ano o enredo da escola foi o Pantanal. Participação no Festival de Inverno de Bonito. Participação no Projeto Pantanal 2000, no Programa Bolsa-Escola. Participação no Projeto Ciranda.

## Obras realizadas pelo Grupo Acaba

### Discografia
- Grupo Acaba, canta-dores do Pantanal – (LP, Discos Marcus Pereira, 1979)
- A música regional do Brasil – (LP, Discos Marcus Pereira, 1980, participação especial)
- Prata da casa – (LP, UFMS, 1982, participação especial)
- Última cheia – (LP, produção independente, 1985)
- Canto das Águas do Mel (CD, Quero-Quero, 1990, participação especial)
- Caramujo som (LP, TV, espetáculo teatral, UFMS, 1995, participação especial)
- Mato Grosso do Som – Mapeamento musical de MS (livreto e caixa com três CD, RG Editora e Estúdio Vozes, 1997, pesquisa musical e participação especial)
- I Festival do Mercosul (Espetáculos musicais e CD, Sauá, 1998, participação especial)
- Pantanal 2000 – (CD, Sauá, 2000)
- Pantanal: Coração da América - (CD, Stúdio Vozes, 2001)

### Videografia
- Nossa terra, nossa gente (Programa de televisão com participação integral do grupo, Tv Campo Grande, 1990)
- Caramujo som (LP, TV, espetáculo teatral, UFMS, 1995, participação especial)

### Espetáculos
- Sinfonia Ecológica (Espetáculo de música e dança encenado em Campinas SP, Campo Grande MS e em Havana, Cuba, com a participação da cantora Tetê Espíndola, do Grupo Acaba e da Orquestra Sinfônica de Campinas, 2007)